# Myrmica kamtschatica
Myrmica kamtschatica är en myrart som beskrevs av Alina Nilovna Kupyanskaya 1986. Myrmica kamtschatica ingår i släktet rödmyror, och familjen myror. Inga underarter finns listade i Catalogue of Life.